# Gröbner-basis
In de computeralgebra, de computationele algebraïsche meetkunde en de computationele commutatieve algebra is een gröbner-basis in de ring {\displaystyle K[x_{1},x_{2},\ldots ,x_{n}]} van veeltermen in {\displaystyle n} veranderlijken over een lichaam/veld {\displaystyle K} een bijzonder soort voortbrengende deelverzameling van een ideaal {\displaystyle I}.
Men kan het begrip gröbner-basis zien als een niet-lineaire generalisatie in meerdere veranderlijken van:
- het algoritme van Euclides voor de berekening van grootste gemene delers (van veeltermen in één veranderlijke),
- gauss-eliminatie voor lineaire systemen, en
- problemen uit de geheeltallige programmering.

De theorie van gröbner-bases voor veeltermringen werd in 1965 ontwikkeld door Bruno Buchberger. Buchberger noemde de gröbner-basis naar zijn promotiebegeleider Wolfgang Gröbner. De "Association for Computing Machinery" kende Buchberger in 2007 de "Paris Kanellakis Theory and Practice Award" toe voor dit werk.
Een analoog concept voor lokale ringen werd in 1964 onafhankelijk ontwikkeld door Heisuke Hironaka. Hironaka noemde zijn constructie standaardbasis. De analoge theorie voor vrije Lie-algebra's werd in 1962 ontwikkeld door A.I. Shirshov, maar diens werk bleef buiten de Sovjet-Unie grotendeels onbekend.

## Monomiale ordening
In bronnen over computeralgebra wordt het woord eenterm meestal gebruikt voor een product van machten van veranderlijken met coëfficiënt 1, dus in de betekenis 'monische eenterm'. De constante 1 is dan de enige eenterm van de graad nul. Deze terminologie komt overeen met de alternatieve definitie van het Wikipedia-artikel eenterm.
De definitie van een gröbner-basis veronderstelt dat op voorhand een monomiale ordening ">" van {\displaystyle K[x_{1},x_{2},\ldots ,x_{n}]} wordt gegeven. Dat is een welordening op de verzameling eentermen die verenigbaar is met de vermenigvuldiging van eentermen in de zin dat als {\displaystyle p,q} en {\displaystyle r} eentermen zijn en {\displaystyle p>q}, dan ook {\displaystyle pr>qr}.
Als een monomiale ordening gegeven is, heet de leidende term {\displaystyle {\hbox{LT}}(f)} van een veelterm {\displaystyle f} (die niet de nulveelterm is) de term van {\displaystyle f} waarvan de overeenkomstige eenterm (de term zonder zijn coëfficiënt) groter is dan alle andere eentermen van {\displaystyle f}.

### Voorbeeld van een monomiale ordening
De lexicografische ordening rangschikt eentermen volgens dalende graad in de eerste veranderlijke. Als twee eentermen dezelfde graad hebben in {\displaystyle x_{1}}, rangschikken we ze volgens dalende graad in de tweede veranderlijke, enzovoort. Als twee eentermen dezelfde graad hebben in alle veranderlijken afzonderlijk, zijn ze aan elkaar gelijk. Voorbeeld
{\displaystyle x_{1}^{3}x_{2}^{2}>x_{1}^{2}x_{2}^{7}>x_{1}^{2}x_{2}^{6}}
Op een omkering van het <-teken na is dit het klassieke begrip lexicografische orde als we de verzameling eentermen in {\displaystyle n} veranderlijken identificeren met het cartesische product van {\displaystyle n} kopieën van de natuurlijke getallen, dus als we elke eenterm identificeren met de geordende rij van zijn exponenten.

### Voorbeeld van een leidende term
In de lexicografische ordening is de leidende term {\displaystyle {\hbox{LT}}(g)} van de veelterm
{\displaystyle g(x_{1},x_{2})=-2x_{1}^{3}x_{2}^{2}+3x_{1}^{2}x_{2}^{7}+8x_{1}^{2}x_{2}^{6}-1}
gelijk aan
{\displaystyle -2x_{1}^{3}x_{2}^{2}}

## Definitie
Zij > een monomiale ordening van {\displaystyle K[x_{1},x_{2},\ldots ,x_{n}]}, en {\displaystyle I} een ideaal van die ring. Een eindige deelverzameling {\displaystyle \{g_{1},\ldots ,g_{t}\}} van {\displaystyle I} heet gröbner-basis voor {\displaystyle I} ten opzichte van de ordening > als het ideaal voortgebracht door de leidende termen van de elementen van {\displaystyle I} ook al wordt voortgebracht door de leidende termen van de {\displaystyle g_{i}}.
Anders gezegd: een gröbner-basis is een eindige verzameling {\displaystyle \{g_{1},\ldots ,g_{t}\}} veeltermen van {\displaystyle I} zodat voor elke veelterm {\displaystyle f} van {\displaystyle I} (behalve 0), {\displaystyle {\hbox{LT}}(f)} deelbaar is door minstens een van de {\displaystyle {\hbox{LT}}(g_{i})}.

## Voorbeeld en tegenvoorbeeld

De nulpunten van f(x,y) vormen de rode parabool; de nulpunten van vormen de drie blauwe verticale rechten. Hun intersectie bestaat uit drie punten.

Zij {\displaystyle g(x,y)R=\mathbb {Q} [x,y]} de ring der veeltermen in twee veranderlijken met rationale coëfficiënten, en beschouw het ideaal {\displaystyle I=<f,g>} voortgebracht door de veeltermen
{\displaystyle f(x,y)=x^{2}-y}
{\displaystyle g(x,y)=x^{3}-x}
Twee andere elementen van {\displaystyle I} zijn de veeltermen
{\displaystyle h(x,y)=-(x^{2}+y-1)f(x,y)+x\cdot g(x,y)=y^{2}-y}
{\displaystyle k(x,y)=-x\cdot f(x,y)+g(x,y)=xy-x}
Als we de lexicografische ordening met {\displaystyle x>y} hanteren, geldt
{\displaystyle {\hbox{LT}}(f)=x^{2}}
{\displaystyle {\hbox{LT}}(g)=x^{3}}
{\displaystyle {\hbox{LT}}(h)=y^{2}}
{\displaystyle {\hbox{LT}}(k)=xy}
Het ideaal voortgebracht door {\displaystyle \{{\hbox{LT}}(f),{\hbox{LT}}(g)\}} bevat alleen veeltermen die deelbaar zijn door {\displaystyle x^{2}} en
daar is {\displaystyle {\hbox{LT}}(h)=y^{2}} niet bij; daaruit volgt dat {\displaystyle \{f,g\}} geen gröbner-basis is voor {\displaystyle I}.
Daarentegen kan men als volgt nagaan dat {\displaystyle \{f,k,h\}} wel degelijk een gröbner-basis is voor {\displaystyle I}.
Merk daartoe op dat {\displaystyle f} en {\displaystyle g}, en dus ook {\displaystyle h} en {\displaystyle k} en alle andere veeltermen in het ideaal {\displaystyle I}, de volgende drie nulpunten in het {\displaystyle xy}-vlak gemeenschappelijk hebben, zoals aangegeven in de figuur: {(1,1),(-1,1),(0,0)}. Die drie punten liggen niet op één lijn, dus {\displaystyle I} bevat geen enkele veelterm van de eerste graad.
Ook kan {\displaystyle I} geen veeltermen bevatten van de bijzondere vorm
{\displaystyle m(x,y)=cx+p(y)}
met {\displaystyle c} een rationaal getal verschillend van 0 en {\displaystyle p} een veelterm waarin alleen de veranderlijke {\displaystyle y} voorkomt; immers, een dergelijke veelterm {\displaystyle m} kan nooit twee verschillende nulpunten hebben met dezelfde waarde voor {\displaystyle y} (in dit geval de punten (1,1) en (-1,1)).
Uit dit alles volgt dat {\displaystyle I} behalve de nulveelterm alleen veeltermen bevat waarvan de leidende term minstens graad 2 heeft, en dus
is hun leidende term deelbaar door minstens een van het drietal
{\displaystyle \{x^{2},xy,y^{2}\}=\{{\hbox{LT}}(f),{\hbox{LT}}(k),{\hbox{LT}}(h)\}}
Dat betekent dat {\displaystyle \{f,k,h\}} een gröbner-basis is voor {\displaystyle I} ten opzichte van de lexicografische ordening met {\displaystyle x>y}.

## Eigenschappen
De basisstelling van Hilbert zegt dat alle idealen in {\displaystyle K[x_{1},x_{2},\ldots ,x_{n}]} eindig voortgebracht worden. Men kan aantonen dat voor een willekeurige gegeven monomiale ordening ieder niet-triviaal ideaal een gröbner-basis heeft. De naam gröbner-basis wordt verantwoord door de eigenschap dat iedere gröbner-basis een basis (d.w.z., een voortbrengende verzameling) is.